# Санта-Мария-делле-Грацие-аль-Кальчинайо
Церковь Санта-Мария-делле-Грацие-аль-Кальчинайо (итал. La chiesa di Santa Maria delle Grazie al Calcinaio) — католическая церковь, посвящённая Деве Марии «Милостивой» (delle Grazie), расположенная в Кальчинайо — на холме в окрестности Кортоны, в провинции Ареццо, Тоскана, Италия.

## История
Согласно местной легенде, в пасхальное воскресенье 1484 года изображение Мадонны с Младенцем, написанное на поверхности чана для дубления кожи и известного как «ёмкость для известкования» (calcinaio) из-за использовавшейся для этой цели негашёной извести (la calce), стало творить чудеса. Это изображение, почитаемое священным, ныне можно увидеть на главном алтаре церкви, расположенной, вероятнее всего, на месте древней скинии.
После роста популярности этого места среди паломников гильдия сапожников (l’arte dei Calzolari), которой принадлежала кожевенная мастерская, решила возвести «священный храм» в месте, представлявшим трудности для строительства из-за крутого склона и наличия ручья. Эти и другие проблемы решил Франческо ди Джорджо Мартини, архитектор, выбранный Лукой Синьорелли от имени Гильдии сапожников.
Франческо Мартини, один из опытных архитекторов и инженеров эпохи Возрождения, в 1484 году принял заказ и составил проект, вскоре после того, как спроектировал монастырь Сан-Бернардино в Урбино. Работы начались в 1485 году, и к концу первой четверти XVI века церковь, по крайней мере внешне, приобрела окончательный вид. Именно так она выглядит на фреске Папачелло в Палаццоне Пассерини в Кортоне, датируемой около 1525 года, где мы видим купол, спроектированный флорентийским архитектором Пьетро ди Доменико ди Норбо и построенный между 1509 и 1514 годами.
Заключительные работы проводились медленнее, поэтому главный портал был завершён в 1543 году по проекту Бернардино Коватти. Вначале церковь была поручена попечению семьи Скопетини, но в 1653 году присоединена к Епископальной семинарии, вновь открытой в помещениях упразднённого монастыря, примыкающего к церкви. Духовная семинария была закрыта в 1674 году, после некоторого запустения она была восстановлена и перестроена, а церковь открыли для богослужений в 1730 году. В 1786 году церкви был присвоен статус прихода Сан-Бьяджо-а-Салькотто.

## Архитектура
Церковь построена согласно общим принципам архитектуры итальянского Возрождения. Она имеет план в виде латинского креста, один неф с двумя боковыми капеллами, трансепт и купол над средокрестием. Считается, что Франческо ди Джорджо проектировал церковь согласно теории Леона Баттисты Альберти и под влиянием построек Филиппо Брунеллески.
Внешний вид здания, хотя и сильно поврежденный эрозией камня, производит впечатление внушительного блока, предвещающего геометрическую рациональность внутреннего пространства. Большие поверхности разделены на горизонтальные и вертикальные линии карнизами и пилястрами и оживлены окнами с архитектоническими обрамлениями.

## Интерьер
Все росписи в капеллах нефа посвящены истории Девы Марии: от Благовещения и Непорочного Зачатия до различных изображений Мадонны среди святых. На третьем алтаре слева находится алтарная картина работы живописца Жаконе (Якопо ди Джованни ди Франческо), датируемая 1528—1530 годами. На ней изображена Мадонна с Младенцем на троне между святыми Иоанном Богословом, Фомой Кентерберийским, Рохом и Иоанном Крестителем.
Витражное окно работы Гийома де Марсилья (1516) украшает окулюс контрфасада. В основе иконографии лежит образ Мадонны делле Грацие, которая собирает под своим плащом множество верующих, среди которых можно распознать папу Льва X, императора Максимилиана I и епископа Кортоны Франческо Содерини. Герб, изображённый здесь, принадлежит семье Ридольфини из Кортоны, заказавшей эту работу. Меньший алтарный образ, приписываемый Алессандро Аллори, находится в капелле слева от главного алтаря. Она находится среди других картин с сюжетом о Марии и представляет собой Мадонну с Младенцем, святой Елизаветой и святым Иоанном Крестителем.

## Галерея

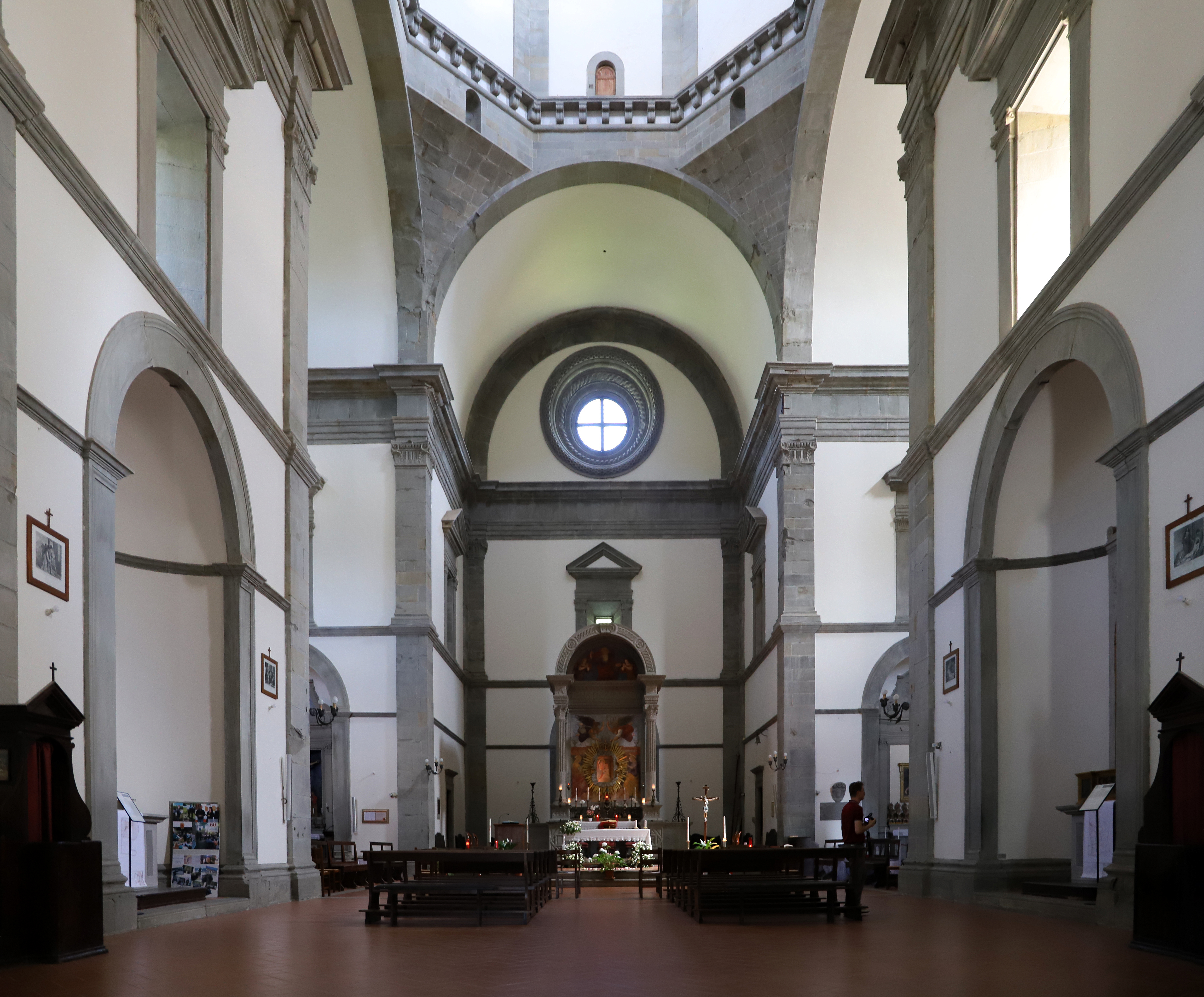
Интерьер церкви
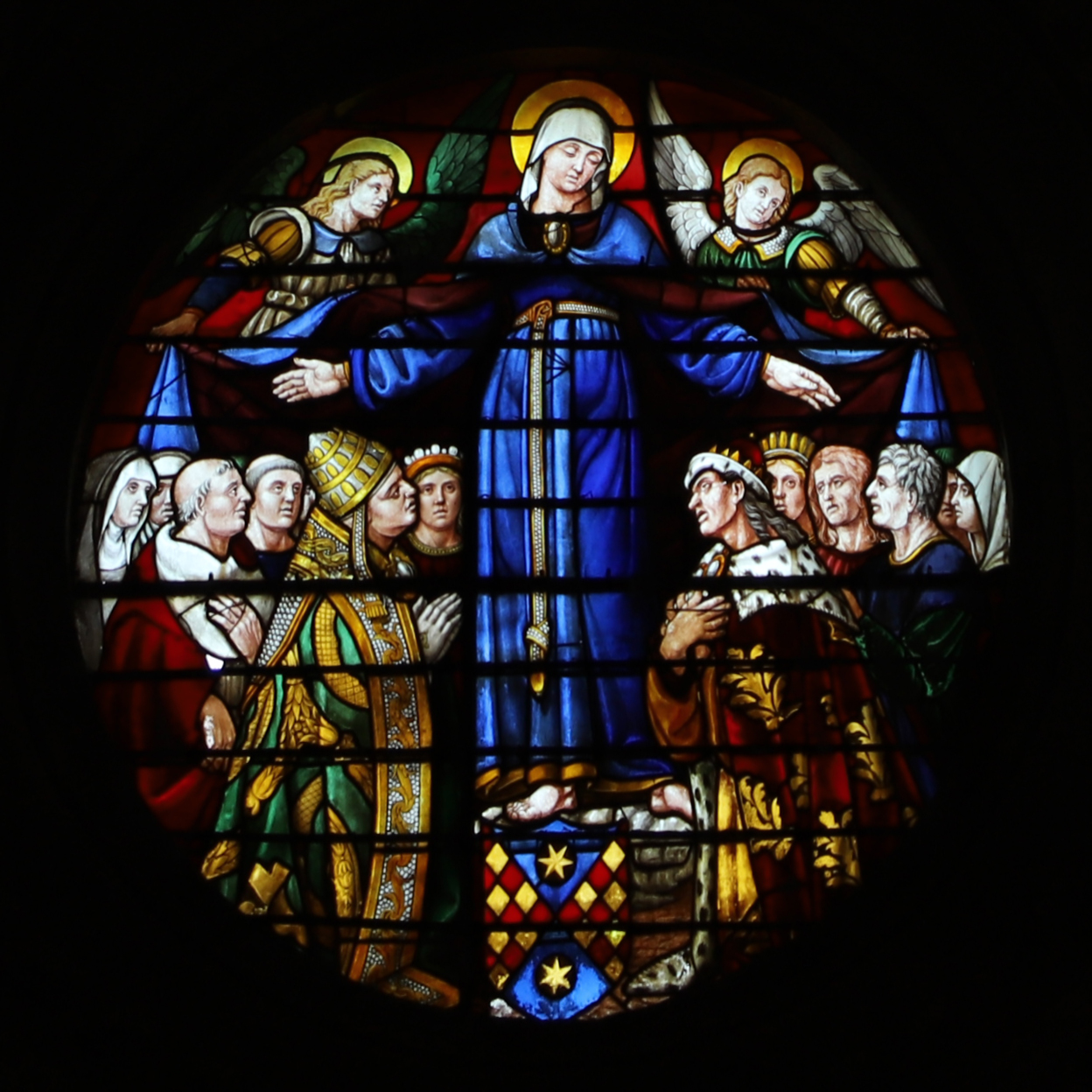
Витраж окулюса. Мадонна Милостивая. Гийом де Марсилья. 1516
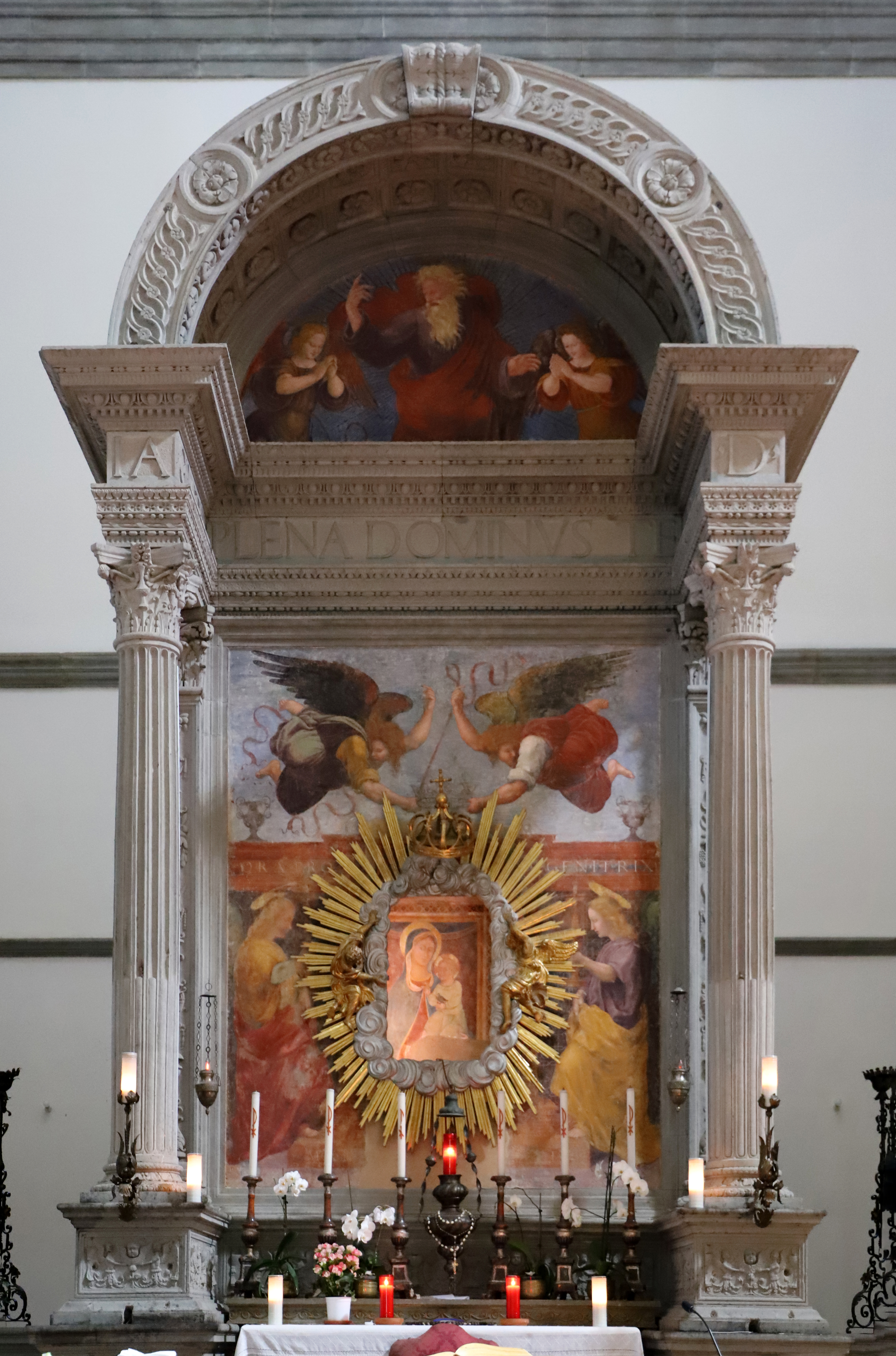
Главный алтарь с образом Мадонны Кальчинайо. 1519. Фрески XVI в.
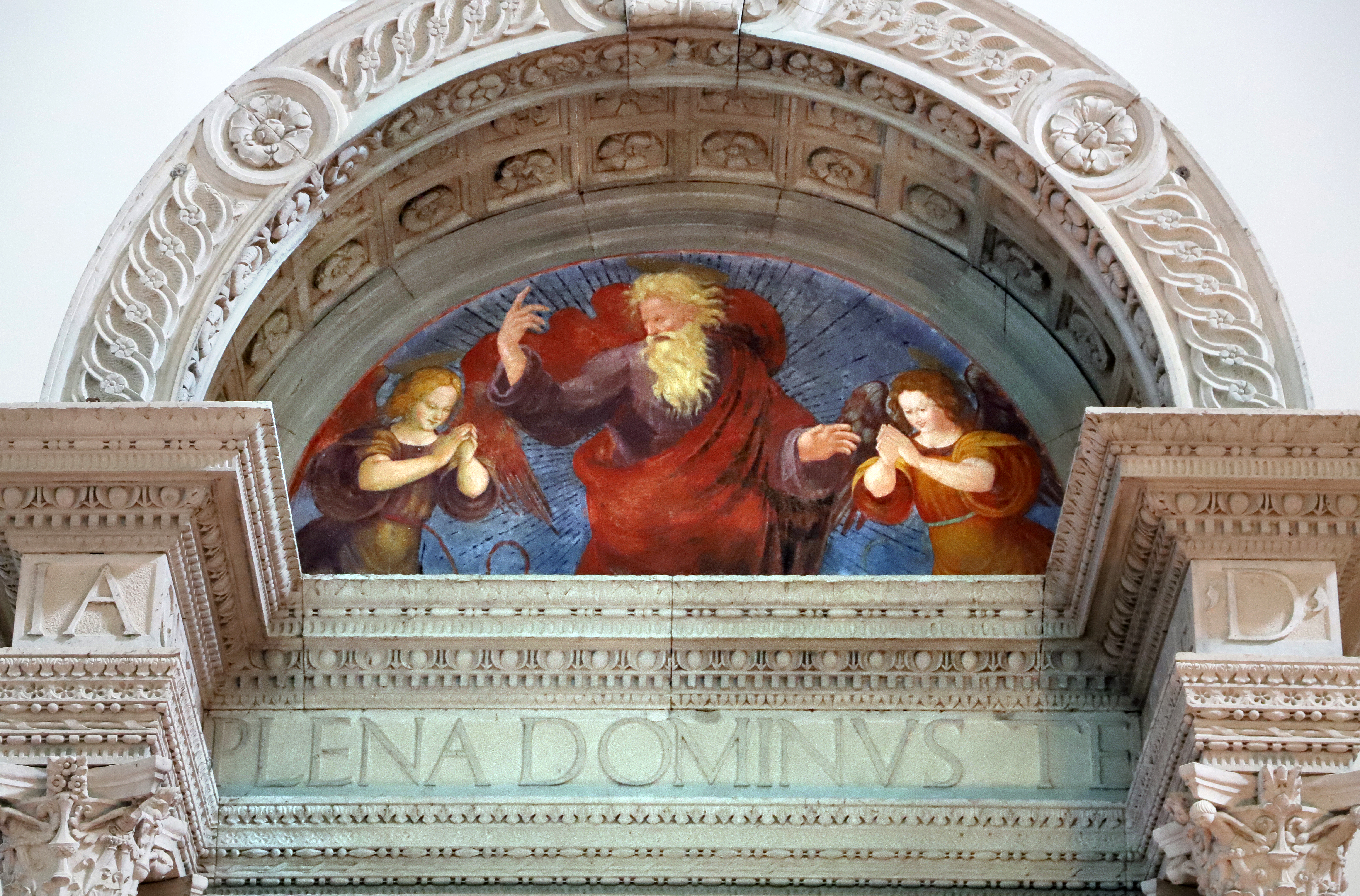
Деталь алтаря. Бог Отец и ангелы
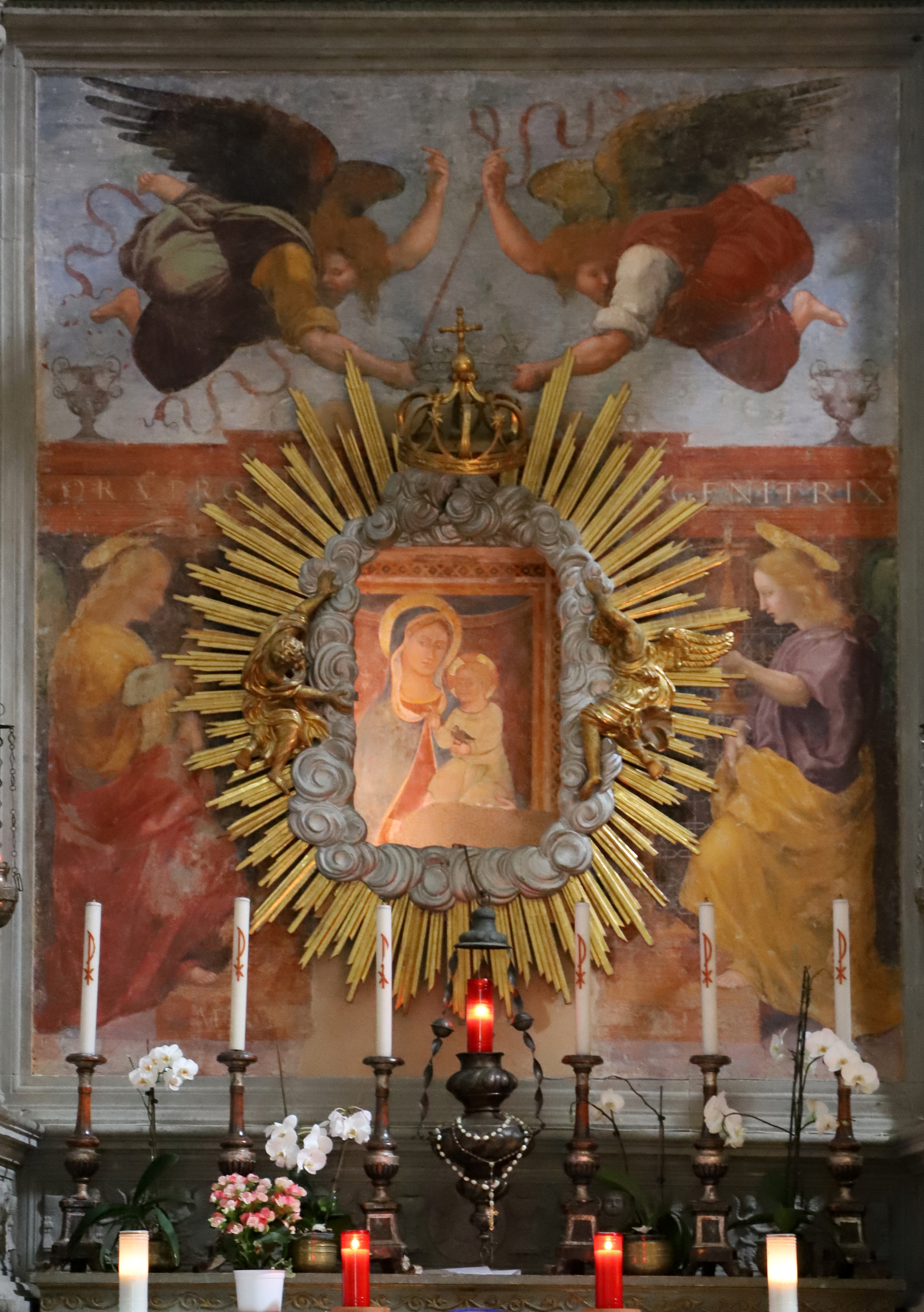
Деталь алтаря
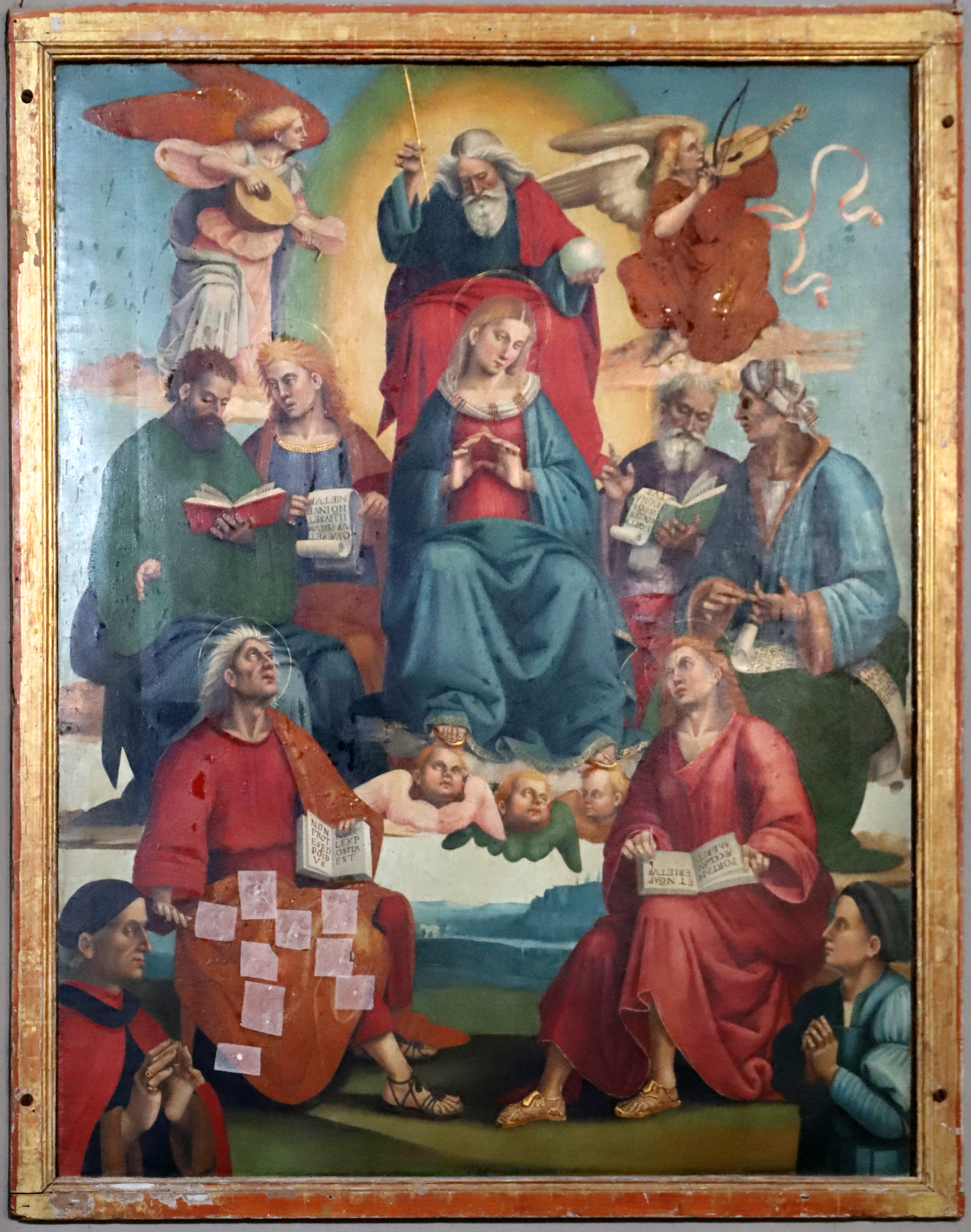
Мадонна Иммакулата (Незапятнанная). Школа Луки Синьорелли
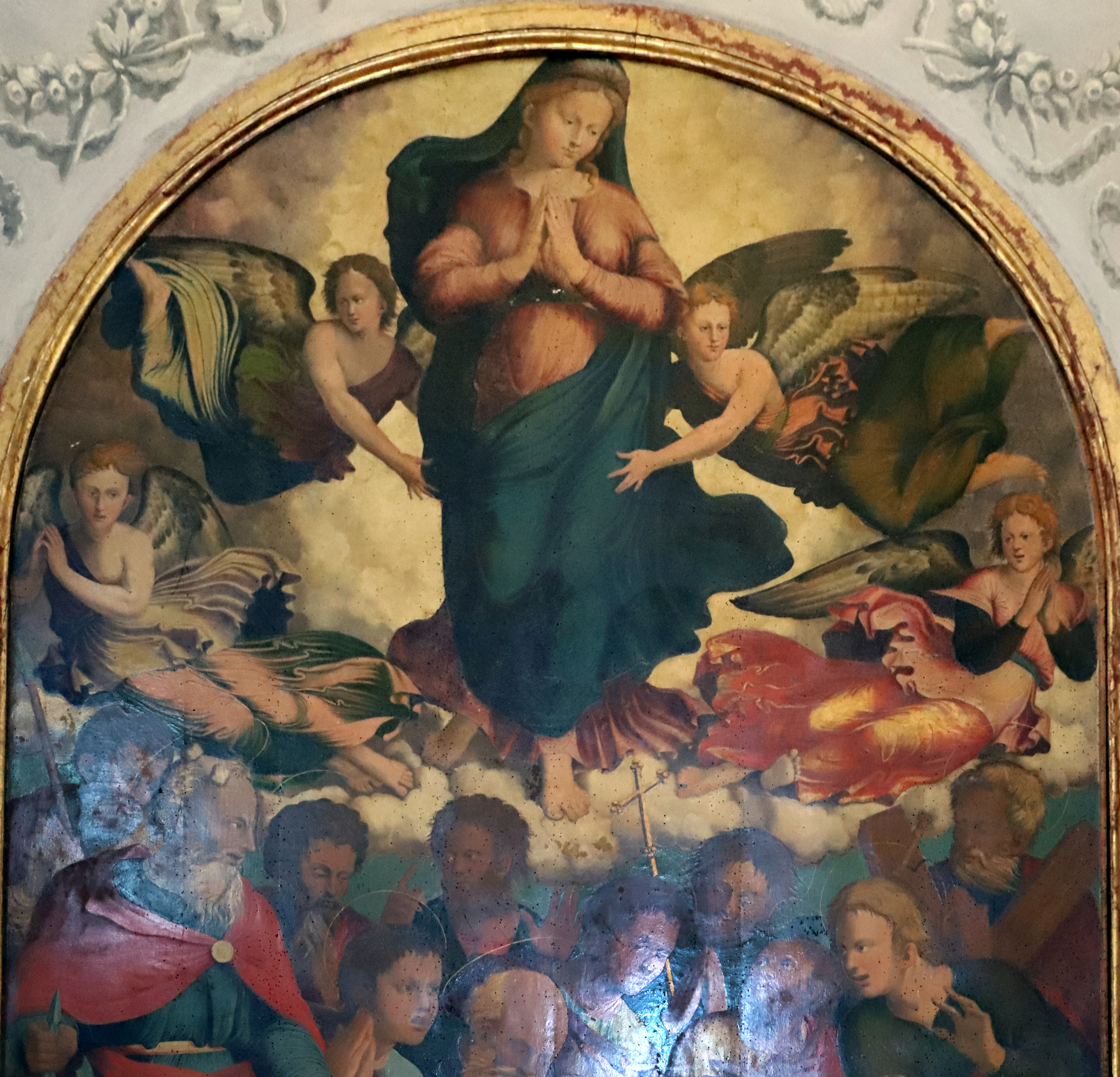
Папачелло (Томмазо Бернабеи). Вознесение Девы Марии. Деталь. 1525-1527
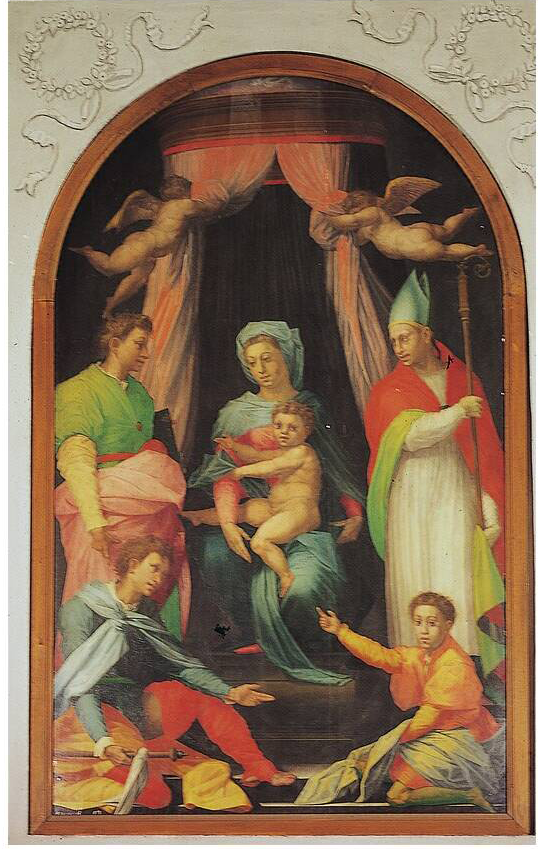
Жаконе. Мадонна с Младенцем на троне между святыми Иоанном Богословом, Фомой Кентерберийским, Рохом и Иоанном Крестителем. 1528–1530